# Jakub Jeřábek
Jakub Jeřábek (Plzeň, 12 de maio de 1991)  é um jogador profissional de hóquei no gelo checo que atua na posição de defensor pelo Washington Capitals, da NHL.

## Carreira
Jakub Jeřábek começou a carreira no HC Plzeň..

## Títulos

### Washington Capitals
- Stanley Cup: 2018